# Отто Андерссон
Отто Андерссон (швед. Otto Andersson; 7 травня 1910, Ед — 11 серпня 1977, Але) — шведський футболіст, що грав на позиції захисника.
Виступав, зокрема, за клуб «Ергрюте», а також національну збірну Швеції.

## Клубна кар'єра
У дорослому футболі дебютував 1931 року виступами за команду клубу «Ергрюте», кольори якої і захищав протягом усієї своєї кар'єри гравця, що тривала сім років.

## Виступи за збірну
У 1932 році дебютував в офіційних матчах у складі національної збірної Швеції. Протягом кар'єри у національній команді, яка тривала 5 років, провів у її формі 15 матчів.
У складі збірної був учасником чемпіонату світу 1934 року в Італії, футбольного турніру на Олімпійських іграх 1936 року у Берліні.
Помер 11 серпня 1977 року на 68-му році життя у місті Але.